# Koma Wetan
Koma Wetan (укр. Гурт Батьківщина) — курдський радянський рокгурт із Грузії, що грав у 1970-их та 1980-их.

## Історія
Колектив зібрав у 1970 році грузинський курд Керем Ґердензері. 1974 року сформувався постійний склад гурту. В ранніх піснях вони використовували тексти кавказьких курдських поетів — таких як Міхаїл Решит, Карліні Чачан, Еліє Іско, Ордішане Джеліль та Латіфі Хусрет. Також були пісні грузинською та російською, переспіви пісень зарубіжних гуртів на кшталт The Beatles, The Rolling Stones та ін. 
1978 року Грузинське телебачення проводило музичний фестиваль, на якому виступили Koma Wetan. Наступного року гурт випустив альбом Bayê Payîzê ("Осінній вітер"), який вважають першим курдським рокальбомом. На основі цього альбому в 1990 році в Москві було випущено платівку тиражем 3000 екземплярів. Гонорар за платівку гурт перечислив на рахунок, що був відкритий у Лондоні для жертв газової атаки 1988 року в місті Халабджі, Іракський Курдистан.
Koma Wetan розпався 1991 року, але Керем Ґердензері продовжив музичну кар'єру.

## Учасники
- Рафаель Шаміл Десені (ударні)
- Левон Шахбазян (клавіші)
- Омар Сабрі Раджаві (сологітара, вокал)
- Керем Таар Ґердензері (басгітара, вокал, лідер гурту)